# Károly Kővágó
Károly Kővágó (1904) è stato un calciatore ungherese, di ruolo difensore.

## Carriera
Giocò per la maggior parte della sua carriera nell'Ujpest, con cui vinse 3 campionati ungheresi (1929–30, 1930–31, 1932–33) ed 1 Coppa Mitropa (1929).